# Pristiophorus nancyae
Pristiophorus nancyae es una especie de elasmobranquio pristioforiforme de la familia Pristiophoridae.